# Liste des évêques de Béziers
Pour un article plus général, voir Ancien diocèse de Béziers.

Carte du diocèse de Béziers en 1781

Ceci constitue la liste des évêques de Béziers, ville de la province de Languedoc, au sud de l'actuel département de l'Hérault.
Liste des évêques de Béziers
- Saint Aphrodise 250 ?
- Paulin I 408
- Dyname 451
- Hermès 461
- Sedatus (Saint Sédat) 589
- Pierre I 639
- Crescitaire 683
- Pacotase 688
- Ervige 693
- Wulfégaire 791
- Étienne I 833
- Alaric 875-878
- Macaire 878
- Agilbert 887-897
- Fructuarius 897-898
- Matfred I 898
- Reginald I (Raynald) de Béziers 906-933 ou 930
- Rodoaldus (Raoul) 930 ou 936-957
- Bernard I Géraud 957-978 ou 980
- Matfred II 990-1010 ou 1011
- Urbain 1016-1016
- Étienne II 1017-1036 ou 1037
- Bernard II 1035 ou 1037-1046
- Bérenger I 1050-1053
- Bernard III Arnaud 1053-v.1060
- Bérenger II 1061-v.1066
- Matfred III 1077-1096 ou v.1070-v.1093
- Arnaud de Lévézou 1096-1121
- Saint Guiraud de Béziers (Geraldus, Geraud) 1121-1123
- Guillaume I de Serviez (Servian, Cerviez) 1127-1127
- Bermond de Lévezou 1128-1152
- Guillaume II 1152-1154 ou 1157
- Raymond I 1159-1159
- Guillaume III 1159-1167
- Bernard IV de Gaucelin 1167-1184
- Geoffroi/Geofroy (Gausfred) de Marseille 1185-1199
- Guillaume IV de Rocozels[1] ou  de Roquessels[2] 1199-1205
- Ermengaud 1205-1208
- Reginald II (Renaud) de Montpeyroux 1208-1211
- Pierre II d'Aigrefeuille 1211-1212
- Bertrand de Saint Gervais 1212-1215
- Raymond II Lenoir janv.1215-20 avril 1215
- Bernard V de Cuxac 1215-1242
- R. 1243
- p. 1244
- Raymond III de Salles(Salle) 1245-1247
- Raymond IV de Vaihauquez (Valhauquès) 1247-1261
- Pons de Saint Just 1261-1293
- Raymond V de Colombiers 1293-1294
- Bérenger III de Frédol (frézouls), dit L'Ancien, 1294-1305, cardinal
- Richard Neveu 1305-1309
- Bérenger IV de Frédol (frézouls) 1309-1312, cardinal, neveu de Bérenger III de Frédol
- Guilhaume V Frédol (frézouls) 1313-1349, frère du précédent, abbé de Saint-Thibéry
- Guilhaume VI de Landorre (Laudun) 1349-1350 ou 1349-1349[3],[4]
- Hugues I de La Jugie 1353 ou 1349-1371, transf. P/Carcassonne (1371)
- Sicard d'Ambres de Lautrec 1371-1383
- Gui de Malsec 1383
- Simon de Cramaud 1383-1385, transf. p/Poitiers (1385)
- Barthelemy de Montcalve 1384 - 1402
- Pierre III de Neveu  1402-1408
- Bertrand II de Maumont 1408-1422, transféré à Tulle en 1422
- Hugues II de Combarel 1422-1424, transf. P/Poitiers (1424)
- Guilhaume VII de Montjoie 1424-1451
- Louis de Harcourt 13 octobre 1451-10 décembre 1451, transf. P/Narbonne (1451)
- Pierre III Bureau 1451-1456 ou 1457
- Jean I Bureau 1457-1490
- Pierre IV Javailhac 1490-1503
- Antoine du Bois 1504-1537
- Jean II de Lettes 1537-1543, resigné (1543)
- Jean III de Narbonne 1543-1545
- François Gouffier  1546-1547 ou 12/02/1547-05/12/1547
- Laurent Strozzi 1547-1561, transf. P/Albi (1561)
- Julien de Médicis 1561-1571 ou 1574, transf. P/Aix (1574)[5]
- (André Étienne 1572-1573)[6]
- Thomas Ier de Bonsi 1573-1596, résigné en 1596, mort en 1603
- Jean IV de Bonsi 1596-1611, cardinal en 1611, mort en 1621
- Dominique de Bonzi(Bonsi) 1615-1621
- Thomas II de Bonsi 1622 ou 1621-1628
- Clément de Bonsi 1628-1659
- Pierre V de Bonsi 1659-1669, transf. P/Toulouse (1669)
- Armand Jean de Rotondy de Biscaras 1671-1702
- Louis-Charles des Alrics du Rousset 1702-1744
- Louis-Ange de Ghistelle de Saint-Floris 1744-1745
- Jean-Baptiste-Antoine de Malherbe 1745
- Joseph-Bruno de Bausset de Roquefort 1745-1771
- Aymar-Claude de Nicolaÿ 1771-1790, dernier évêque de Béziers. Le diocèse est supprimé (1790).
- Dominique Pouderous (évêque constitutionnel de l’Hérault, installé à Béziers), 1791-1799
- Alexandre-Victor Rouanet (évêque constitutionnel de l’Hérault, installé à Béziers), 1799-1801

À partir de 1802, les évêques constitutionnels de l’Hérault résideront à Montpellier.
- Jean-Paul-Gaston de Pins 1817